# Gardman
Gardman fou un districte de la província d'Uti (Outi o Otene) a la frontera amb Aghuània. Limitava al nord amb l'Aghuània (districte de Kambejan); a l'est 
amb el Kust-Parnes, el Kolt i el Shakashen; a l'oest amb el Tush-Kataq (comarca dins del Shaksen); i al sud el Sotq (a la Siunia). La capital era Gardman al sud-est. El domini s'estenia per la vall alta del riu Shamkor, entre el llac Sevan i el riu Cyrus, tot dins la província d'Otene; tradicionalment els seus prínceps tenien atribuït un origen Hàikida i, per tant, immemorial.

## Història
En 363, el príncep de Gardman va deixar l'obediència del rei d'Armènia per passar a l'esfera política albanesa (aghuània). Uns anys després, al segle v, la primera dinastia hàikida de Gardman (armènia, coneguda com els Gardmanatsi va ser reemplaçada per la segona, la dels Mihrànides, coneguda com a dinastia Mihrakan, d'origen sassànida, representada per un membre de la família de l'antic rei Bahram Txobin, de nom Mihr. Vers el 600 aquesta dinastia va assolir el poder efectiu a Aghuània, Phaitakaran, Uti i Artsakh. Aquesta dinastia de Mihrakan o Eranshahiq es va convertir al cristianisme, mentre la dinastia local d'Aghuània va romandre com a feudatària. Aquesta dinastia va tenir un paper dominant en l'Albània sense rei i el 628 Varaz-Gregori de Gardman va ser nomenat per l'emperador Heracli com el Príncep d'Aghuània, i el poder va romandre a la seva casa fins a la mort el 821 de Varaz-Tiridates II, el Principat de Gardman i els drets al Principat d'Albània van passar, a través del matrimoni de la seva filla Spram, a Atrnerseh, fill del Sahl, d'iorigen siunida, que va fundar la tercera Dinastia de Gardman i Aghuània.
Vers el 855 Bogha al-Khabir va atacar el principat de Siunia Oriental governat per Vasaces i son germà Asoci. El príncep Vasaces es va refugiar finalment al Gardman on un príncep local, l'ixkhan Ketridj, el va empresonar i el va entregar a Bogha. Ketridj de Gardman fou enviat a Samarra el 855. Poc després el Gardman va ser ocupat pel bagràtida Gablutz, un cosí germà del rei Asoci I el Gran (contrari a aquesta ocupació). Vers el 875 el príncep Gablutz, fou enderrocat per Guram, germà del Curopalata de Klardjètia i feudatari d'aquest per Djavakètia, Trialet, Taixir, Aixots i Artahan. Guram també es va enemistar amb el seu germà el curopalat Bagrat I Bagratuní, i llavors Asoci el gran es va aliar amb Bagrat contra Guram, el van enderrocar (i tancar en un castell) i es van repartir els seus dominis (gairebé tot va passar a Bagrat però Asoci va adquirir l'Aixots i Gardman on fou instal·lada o restablerta la dinastia local).
Asoci II el Ferro vers el 922 va fixar la seva residència a Erazgavorq (Shiravakan) i es va rodejar dels més propers: el seu germà Abas (creat ixkan dels ixkhans), el seu sogre Isaac Sevada de Gardman, i Giorgi d'Abkhàzia, però els tres estaven conspirant contra el rei i van planejar assassinar-lo però uns minuts abans de portar-ho a terme el complot fou descobert i Asoci va poder fugir a Uti, i es va emportar com a ostatge al seu nebot (fill d'Abas).
Al tomb del 923 es van formar dos coalicions a Armènia: la del rei Asoci II el Ferro amb el rei de Kartli, Adarnases II; i la d'Abas (germà del rei armeni), Giorgi d'Abkhàzia, i l'sparapet Asoci de Bagaran. Un primer xoc entre els dos bàndols fou favorable al rei armeni i els abkhazs es van retirar i van haver de demanar la pau. Isaac Sevada príncep del Gardman i de Tzorophor o Dzorpor (nord-est i nord del llac Sevan) pel seu costat va envair la província d'Uti. Quan el rei va acudir Isaac Sevada es va retirar al Gugarq. Asoci el va empaitar, va prendre la fortalesa de Kaian i el va atrapar al Taixir, al nord de Lorí. Isaac fou fet presoner i cegat i Gardman i Tzorophor van passar al domini reial.
Més tard, vers el 972, el territori va quedar dins a les possessions dels que aviat foren els reis korikain de Lorí.
Al segle xi, la tercera dinastia de Gardman va aconseguir, a través de l'adopció, el regne de Siunia, però va usar el títol de Reis de Siunia i d'Aghuània (o de Parisos), si bé el títol era nominal i no tenien cap poder a Aghuània. Aquesta dinastia es va extingir el 1166 passant a la casa de Khatxèn, que era la seva branca més jove i que sembla haver desaparegut de la història després del segle xiii.